# Taoísmo filosófico
El taoísmo filosófico es la descripción de la filosofía oriental que comprende un sistema de pensamiento basado en el tao, concepción metafísica del filósofo Lao-Tsé proyectada en su obra Tao te ching. El tao tiene condición inmaterial; no es espiritual ni materialista bajo el prisma occidental. El tao es guía del ordenamiento cosmológico, originándose en sí mismo desde lo metafísico, y se transforma y adopta formas físicas. Es un concepto metafísico mucho más rico en cualidades que un ente material.
La palabra taoísmo se deriva de un carácter del idioma chino que se lee tao o dao (romanización en pinyin), que se interpreta como ‘sendero’.
A su vez, el tao puede ser fuerza. El taoísmo filosófico define la existencia de tres fuerzas:
- una negativa, el yin (negro, luna, oscuro, frío, noche, abajo, pasivo, intuitivo, débil, quietud, femenino)
- una positiva, el yang (blanco, sol, luz, día, calor, arriba, activo, lógico, fuerte, movimiento, masculino) y
- una neutralizada(cita requerida), el tao.

Las dos primeras se oponen y complementan simultáneamente entre sí.
Mientras el tao no puede ser expresado, el taoísmo filosófico establece que el tao no puede ser conocido en su totalidad pero que sus principios sí pueden ser seguidos. Mucha de la escritura taoísta se concentra en el valor del seguimiento del tao -llamado te, virtud- y de la necesidad de tratar de entender el control del tao. Esto es expresado usualmente a través de los argumentos del yin y yang, donde cada acción crea una reacción de manera natural, inevitable movimiento dentro de las manifestaciones del tao.
Según el orientalista y sinólogo inglés Arthur Waley, cada escuela de filosofía tiene su tao, su doctrina del camino o modo de orden de vida. Finalmente, en una escuela particular de filosofía en que sus seguidores se llaman taoístas, el tao significa ‘el modo en que el universo funciona’, y a fin de cuentas, algo como dios, en el sentido más abstracto y filosófico del término.